# Post meridiem
Post meridiem (P.M. ou pm) é uma expressão latina para "após o meio-dia". É usada para dividir as horas do dia no sistema horário de doze horas.